# Спортивные танцы на колясках
Спортивные танцы на колясках (Para dance sport) — Вид спорта людей с инвалидностью.
По версии Международного паралимпийского комитета (IPC) делятся на категории 1-я или 2-я (по тяжести травмы спортсмена с инвалидностью), на стили «Соло»; «Комби» и «Дуэт» и на программу исполнения — Фристайл, латина (латиноамериканская программа: самба, ча-ча-ча, румба, пасодобль и джайв) и/или европейскую (вальс, танго, венский вальс, медленный фокстрот, квикстеп).
С 1 января 2024 года. Международный паралимпийский комитет (МПК) объявил о передаче управления паралимпийским видом спорта Para dance sport (Спортивные танцы на колясках) в организацию Worldabilitysport.

## История
Танцы появились в Великобритании в конце 1960-х годов как средство реабилитации людей с травмой опорно-двигательного аппарата. К середине 1970-х они распространились по всей Европе. С 1998 года танцы на колясках курируются Международным паралимпийским комитетом, хотя и не входят в программу Паралимпийских игр. В 1997 году прошли официальные международные соревнования (чемпионат Европы) в Швеции. Чемпионат мира состоялся в Японии в 1998 году.
Сегодня более 45 стран мира участвуют в данном виде спорта.

## Стили
- «Комби» в паре участвуют спортсмен с инвалидностью и спортсмен без инвалидности.
- «Дуэт» в паре участвуют два спортсмена с инвалидностью.
- «Соло».